# Honoré Loones
Honoré Loones (Oostduinkerke, 22 april 1910 - Brugge, 7 februari 1981) was burgemeester van de Belgische kustplaats Oostduinkerke.

## Levensloop
Loones liep humaniora aan het Klein Seminarie van Roeselare en werd er lid van het AKVS. Hij trok naar de Katholieke Universiteit Leuven, werd lid van Dinaso, maar onderbrak weldra zijn studie om hotelier te worden in Oostduinkerke, waar hij het Grand Hotel Gauquié uitbaatte. Hij werd er een graag geziene figuur in het verenigingsleven.
In 1942 trouwde hij met Rosette Dewitte. Ze hadden verschillende kinderen, onder wie Jan Loones, later volksvertegenwoordiger en senator, en waren ook de grootouders van Sander Loones, N-VA-Europarlementslid, volksvertegenwoordiger en een paar weken minister van Defensie.
Tijdens de Duitse bezetting trad hij toe tot het VNV en werd in juli 1942 benoemd tot burgemeester van Oostduinkerke, nadat een campagne vanwege het VNV de afzetting van burgemeester Albéric Florizoone had veroorzaakt. In maart 1944 werd hij nog tot burgemeester van Oostende benoemd. In Oostduinkerke werd hij opgevolgd door de VNV-schepen Firmin Vermeersch (overleden in 1953).
Het was onvermijdelijk dat hij zich voor het een en het ander na de bevrijding moest verantwoorden. Hij werd geïnterneerd in het kamp van Sint-Kruis bij Brugge en kreeg van de krijgsraad de voor die tijd milde straf van één jaar gevangenis. Hem werden ook nog voor twintig jaar zijn burgerrechten ontnomen, zodat hij geen politieke rol meer kon spelen. 
Honoré Loones is niet representatief voor alle oorlogsburgemeesters. Zijn dossier is een van de allerlichtste. Hij verklikte niemand, draaide politiek niet heel actief mee en hielp veel mensen. Honoré Loones gaf blijk van een sociaal rechtvaardigheidsgevoel en durfde daarvoor, als een van de weinigen, zelfs ruziën met de Duitsers.'— Professor Nico Wouters (hoofd van het CegeSoma)
Bij de verkiezingen van oktober 1952 was het zijn vrouw die een lijst 'Gemeentebelangen' aanvoerde, de meerderheid van de zetels veroverde en tot burgemeester werd benoemd. Ze bleef het ambt uitoefenen tot einde 1964. Loones hielp van op de achtergrond de gemeente besturen, als privésecretaris van de burgemeester. Hij speelde verder een rol in het verenigingsleven, onder meer als voorzitter van de Vlaamse Vakantie Vriendenkring (VVV) en als initiatiefnemer voor het Visserijmuseum.
In oktober 1964 had hij, na eerherstel, weer de mogelijkheid om zelf de lijst aan te voeren en de verkiezingen in zijn gemeente te winnen. Hij werd tot burgemeester benoemd en bleef dit gedurende twee ambtstermijnen, tot aan de fusie met Koksijde in 1977. Dat hij als 'foute' burgemeester twintig jaar later het ambt opnieuw kon bekleden mag een unicum heten. Het betekende dat de bevolking het oorlogsverleden achter zich liet en toont volgens de hoger vermelde professor Wouters aan 'dat hij een legitimiteit had'.
Loones was de initiatiefnemer voor de Garnaalfeesten in Oostduinkerke, geïnspireerd op de verhalen van de paardenvissers. Hij was ook de stichter van het Nationaal Visserijmuseum.

## Verwijzingen
1. ↑  Hannes Hosten, "Historicus Nico Wouters: “Geen typische oorlogsburgemeester”. KW.be - Nieuws uit West-Vlaanderen (9 oktober 2019). Gearchiveerd op 7 januari 2021. Geraadpleegd op 9 oktober 2019.